# Харпър Ли
Харпър Ли (на английски: Harper Lee, правилен правопис на фамилията Лий) е американска писателка. Тя е известна с творбата си „Да убиеш присмехулник“ – една от класиките в американската литература, която печели „Пулицър“ и е обявена за най-добрия роман на всички времена във Великобритания.

## Биография
Харпър Ли е родена и израства в Монровил, по време на Голямата депресия. Сред предците ѝ е генерал Робърт Лий, победеният командир на армията на Юга в американската Гражданска война. Като дете е близка приятелка със съученика си и съсед Труман Капоти. Още от 7-годишна възраст Ли се опитва да пише.[ неясно? ]
След като завършва държавното училище в Алабама, Харпър Ли тръгва по стъпките на баща си, местен адвокат, и се записва да учи право. Напуска юридическия факултет на 29 г. и отива в Ню Йорк, за да започне писателска кариера.
В Ню Йорк се издържа като чиновничка в самолетна компания. Ли пише няколко разказа, преди да се захване с „Да убиеш присмехулник“. Тя преработва повече от две години романа, въпреки че е одобрен от един издател. На 34 г. Ли публикува романа. Издателството не възлага много надежди на книгата, но творбата веднага постига успех. През 1961 г. писателката е удостоена с наградата Пулицър. В следващата година по книгата ѝ е направен едноименен филм, с участието на Грегъри Пек.
На 5 ноември 2007 г. Харпър Ли е наградена с „Президентски медал на свободата“ за приноса си към литературата.
На 14 юли 2015 г. излиза вторият роман на Харпър Ли – „И страж да бди на пост“
(издаден на български през ноември 2015 г. ). Въпреки че отзивите за него в българското интернет пространство са предимно позитивни ,
международната преса реагира резервирано . Критикувани са не само литературните качества на творбата, но и обстоятелствата, при които романът е публикуван – той е внезапно намерен в депозитна кутия на името на Харпър Ли, повече от 50 години след написването си, и различни източници се съмняват, че писателката (88-годишна, със силно влошени зрение и слух) е дала съгласието си ръкописът да бъде публикуван.
Смята се, че „И страж да бди на пост“ е ранна версия на „Да убиеш присмехулник“, силно преработена с помощта на тогавашната редакторка на Ли, преди да се превърне в обичаната класика.
Харпър Ли почива на 89-годишна възраст на 19 февруари 2016 г. в Монровил, Алабама.